# Stary cmentarz żydowski w Zamościu
Stary cmentarz żydowski w Zamościu – nieistniejący obecnie kirkut znajdujący się w Zamościu przy ul. Partyzantów, który został założony pod koniec XVI wieku. Teren dawnego cmentarza znajduje się współcześnie na obszarze osiedla Partyzantów.

## Historia
Zgodę na założenie pierwszego cmentarza żydowskiego w Zamościu wydał w 1588 roku (Zamość został założony w 1580 roku) kanclerz wielki koronny Jan Zamoyski w ogólnym przywileju dla ludności żydowskiej. Cmentarz powstał poza murami miastami. Został zamknięty przez władze carskie w 1907 roku i od tego czasu nie przyjmował nowych pochówków.

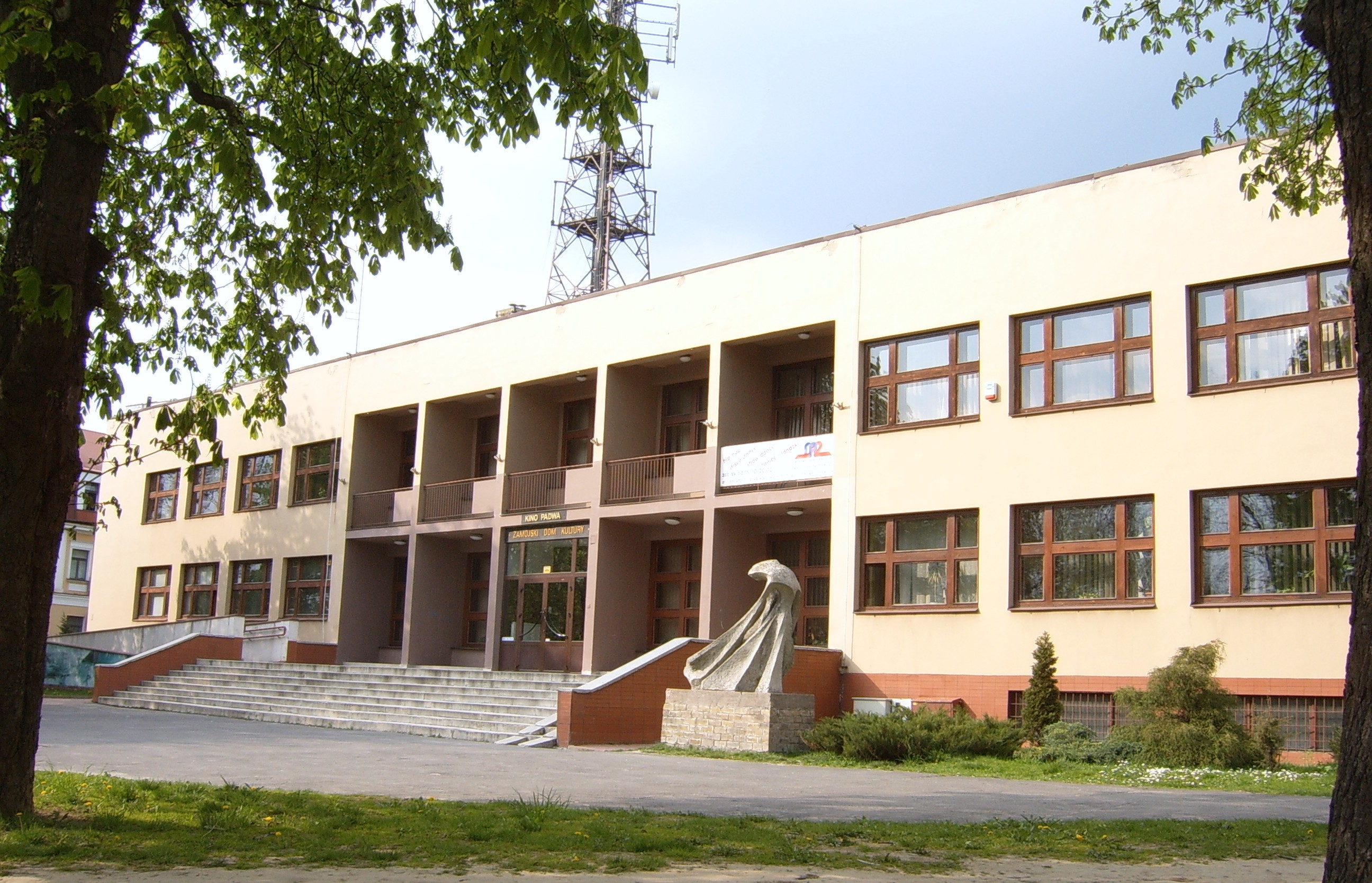
Zamojski Dom Kultury na terenie starego cmentarza

W latach trzydziestych XX wieku cmentarz miał powierzchnię 28 075 metrów kwadratowych, groby zajmowały 27 500 metrów kwadratowych. Na jego terenie znajdował się wówczas zaniedbany drewniany dom dozorcy. Teren był otoczony parkanem o wysokości 2 m z drewnianą bramą. Podczas II wojny światowej, w wyniku prześladowania Żydów, Niemcy całkowicie zniszczyli cmentarz, urządzając na jego terenie składy magazynowe, usuwając nagrobki i rozbierając większość ogrodzenia. Przez pewien czas teren funkcjonował jako ogródki działkowe Arbeitsamtu. Po wojnie, jesienią 1945 roku stacjonująca w Zamościu jednostka Armii Czerwonej wykopała na cmentarzu doły na ziemniaki. Później teren zamienił się w śmietnisko. Ostatecznie władze miejskie wydały zgodę na budowę w tym miejscu Powiatowego Domu Kultury, oddanego w 1964 roku, który obecnie funkcjonuje pod nazwą Zamojski Dom Kultury. Na reszcie działki za domem kultury urządzono niewielki park o nazwie Ogródek Jordanowski.